# Министр королевского двора Франции
Министр Королевского двора (фр. Ministre de la Maison du roi) — министерская должность во Франции в эпоху Старого режима, реставрации Бурбонов, Июльской монархии и Второй империи, министр отвечал за все вопросы связанные с деятельностью и обслуживанием короля, королевской семьи и королевского двора Франции.

## Старый режим
При Старом режиме данный министерский пост главы Королевского двора Франции назывался — государственный секретарь королевского двора

### 1570-1789
- 1570-1579 : Симон Физ, барон де Сов;
- 1579-1588 : Вильруа Брюлар;
- 1579-1588 : Клод Пинар, сеньор де Комблизи и де Крамай;
- 1588-1613 : Мартен Рюзе, сеньор де Больё
- 1588-1594 : Луи де Револь;
- 1606-1638 : Антуан де Ломени;
- 1615-1643 : Анри-Огюст де Ломени, сьер де Бриенн;
- 1643-1669 : Анри дю Плесси-Генего, сьер дю Плесси-Бельвиль;
- 1669-1683 : Жан-Батист Кольбер, также генеральный контролёр финансов;
- 1672-1690 : Жан-Батист Кольбер, маркиз де Сеньеле;
- 1690-1699 : Луи Фелиппо (1643-1727), граф де Понтшартрен;
- 1693-1715 : Жером Фелиппо, граф де Понтшартрен;
- 1715-1718 : Луи Фелиппо (1643-1725), маркиз де Ла Врийер;
- 1718-1749 : Жан-Фредерик Фелиппо, маркиз де Морепа;
- 1749-1775 : Луи Фелиппо (1705-1777), маркиз де Ла Врийер, граф де Сен-Флорентан;
- 1775-1776 : Кретьен-Гийом де Ламуаньон де Мальзерб;
- 1776-1783 : Антуан-Жан Амело де Шайо;
- 1783-1788 : Луи-Огюст Ле Тоннелье де Бретейль;
- 1788-1789 : Пьер-Шарль Лоран де Вийедей.

## Конституционная монархия
- 19 июля 1789 — 25 января 1791 : Франсуа Эммануэль Гинар граф де Сен-При.

## Реставрация Бурбонов
- 29 мая 1814 — 20 марта 1815[1]: Пьер Жан Казимир, герцог де Блака д’Ольп;
- 21 марта — 7 июля 1815 : граф Камиль де Монталиве, генеральный интендант;
- 9 июля 1815: герцог Арман Эммануэль Ришельё, министр, который не принял пост;
- 15 сентября 1815 — 1 ноября 1820 граф де Прадель, генеральный директор министерства королевского двора;
- 1 ноября 1820 — 4 августа 1824 : Жак Александр Ло, маркиз де Лористон;
- 4 августа 1824 — 4 января 1828 : Амбруаз-Поликарп де Ларошфуко, герцог де Дудовиль.

## Июльская монархия
У короля Луи-Филиппа не было королевского двора, а следовательно, не было и министра королевского двора при Июльской монархии. Однако, был генеральный интендант цивильного листа, который не был членом правительства.
- 10 октября — 2 ноября 1830 : граф Камиль де Монталиве (временный интендант цивильного листа Короны);
- 2 ноября 1830 — 10 октября 1832 : Агатон Жан Франсуа Фэн;
- 10 октября 1832 — 22 февраля 1836 : граф Камиль де Монталиве;
- 22 февраля — 6 сентября 1836 : Агатон Жан Франсуа Фэн;
- 6 сентября 1836 — 15 апреля 1837: граф Камиль де Монталиве;
- 5 апреля 1837 — 31 марта 1839 : Пьер-Мари Тайепьед де Бонди;
- 31 марта 1839 — 2 февраля 1848 : граф Камиль де Монталиве.

## Вторая империя
- 14 декабря 1852 — 23 ноября 1860: Ашиль Фульд;
- 4 декабря 1860 — 10 августа 1870: граф Жан Батист Филибер Вальян.